# 黑鳞鳞毛蕨
黑鳞鳞毛蕨（学名：Dryopteris lepidopoda）为鳞毛蕨科鳞毛蕨属下的一个种。

## 扩展阅读
- 維基物種上的相關：黑鳞鳞毛蕨